# Elisabetta Belloni
Elisabetta Belloni (Roma, 1º settembre 1958) è una diplomatica e funzionaria italiana.
Dal 12 maggio 2021 al 15 gennaio 2025 è stata direttrice generale del Dipartimento delle informazioni per la sicurezza, vale a dire la struttura organizzativa governativa presso la Presidenza del Consiglio dei ministri a cui sono affidati compiti di coordinamento e vigilanza sulle attività dei servizi segreti italiani.
È stata la prima donna in Italia a ricoprire il ruolo di segretario generale del Ministero degli affari esteri e a coordinare i servizi segreti nazionali.
Il 29 gennaio 2025 è stata nominata Chief Diplomatic Adviser del Presidente della Commissione europea presieduta da Ursula von der Leyen.

## Biografia

### Formazione
Figlia minore di Giorgio (1924-2020) ingegnere civile originario di Pennabilli (allora facente parte della provincia di Pesaro e Urbino) che progettò, tra l'altro, il ponte Punta Penna Pizzone di Taranto, e di Lea Giuseppina Burchi (deceduta nel 2021) originaria di Sestola, in provincia di Modena), Elisabetta Belloni ha frequentato a Roma l'Istituto Massimiliano Massimo dei gesuiti e si è poi laureata con lode in scienze politiche alla Luiss Guido Carli di Roma nel 1982 con una tesi in tecnica del negoziato internazionale.

### Attività diplomatica

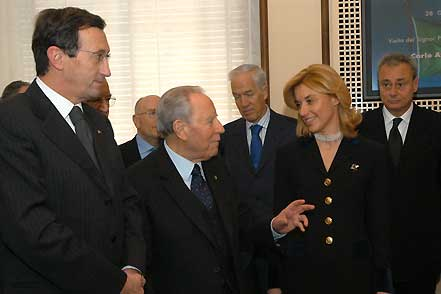
L'allora ministro degli esteri Gianfranco Fini, il presidente Carlo Azeglio Ciampi ed Elisabetta Belloni nel 2005

Dal 1985 ha intrapreso la carriera diplomatica, dapprima presso la Direzione generale degli affari politici e poi con incarichi nelle ambasciate italiane e nelle rappresentanze permanenti a Vienna e a Bratislava, oltre che presso le direzioni generali del Ministero degli esteri. In particolare, dal 1993 al 1996 è stata primo segretario della rappresentanza diplomatica italiana presso le Organizzazioni internazionali a Vienna.
Dopo il rientro a Roma ha lavorato per breve tempo presso l'ufficio Russia prima di essere promossa, nel 2000, alla segreteria della Direzione per i Paesi dell'Europa. Nel 2001 ha assunto l'incarico di capo dell'Ufficio per i Paesi dell'Europa centro-orientale e infine, dal 2002, capo della segreteria del sottosegretario di Stato agli esteri Roberto Antonione.
Nel novembre 2004 il ministro degli esteri Franco Frattini l'ha scelta per dirigere l'unità di crisi del Ministero degli affari esteri e della cooperazione internazionale. All'epoca in tutto il dicastero c'era solo un'altra donna nei ruoli di dirigenza, la responsabile della Direzione generale per gli affari culturali Anna Blefari Melazzi. Solo un mese e mezzo dopo, il 26 dicembre, deve affrontare la tragedia dello tsunami nel sudest asiatico con migliaia di turisti italiani in zona, centinaia di dispersi, il difficile compito di contattare le famiglie delle vittime e organizzare i rimpatri. Ha lasciato l'incarico a giugno 2008, con la nomina a direttrice generale della cooperazione allo sviluppo del medesimo dicastero, che ha guidato sino al 2013, mentre dal gennaio 2013 al giugno 2015 è stata al vertice della Direzione generale per le risorse e l'innovazione.
Nel febbraio 2014 è stata promossa ambasciatrice di grado e, dal giugno 2015, ha ricoperto la carica di capo di gabinetto del ministro degli affari esteri Paolo Gentiloni.

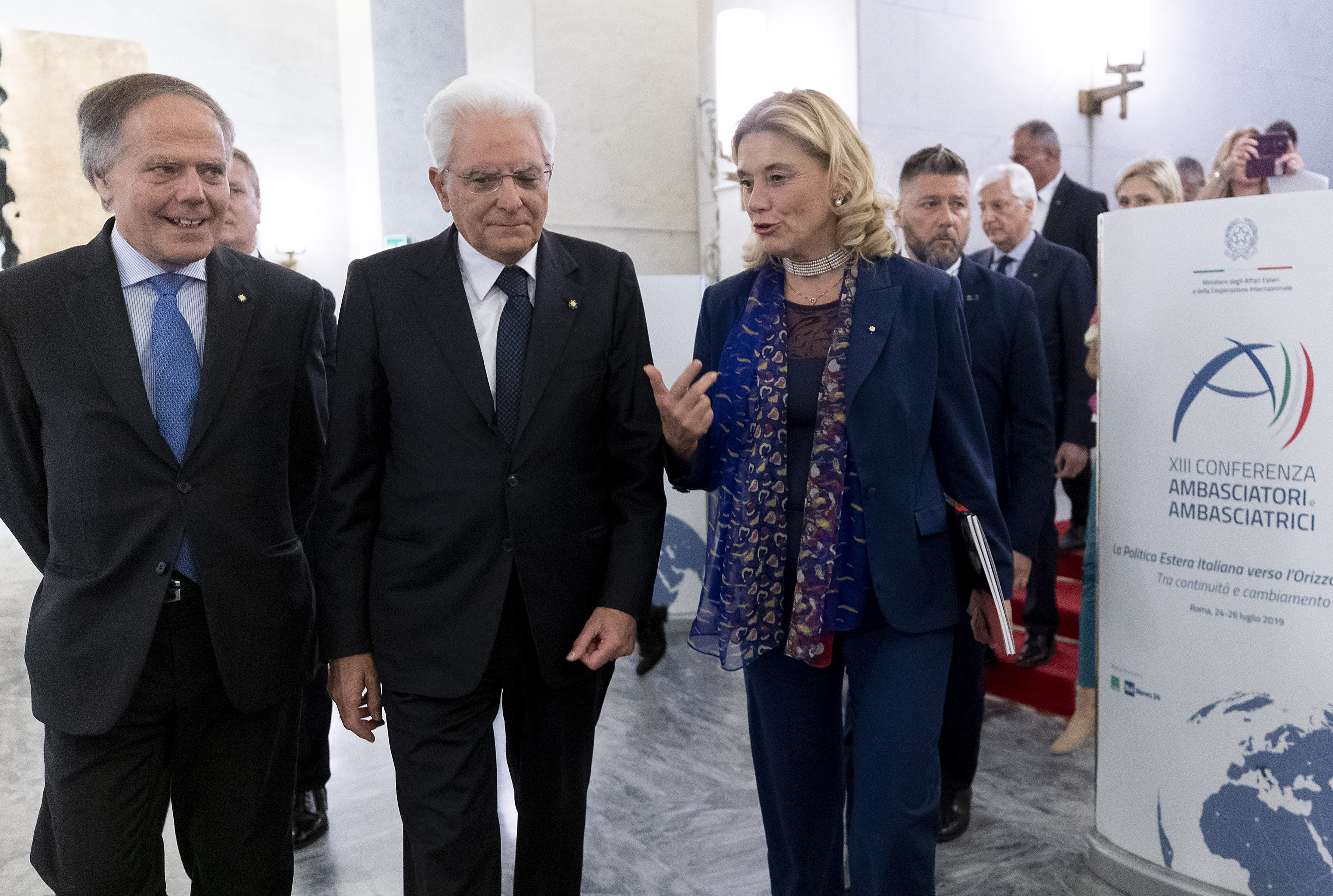
Elisabetta Belloni con Enzo Moavero Milanesi e Sergio Mattarella nel 2019

Dal 5 maggio 2016 ricopre l'incarico di segretaria generale del Ministero degli affari esteri (prima donna a ricoprire tale ruolo), succedendo all'ambasciatore Michele Valensise, dimessosi dalla carriera diplomatica.
Al ministero Belloni ha in seguito avuto piena sintonia con Luigi Di Maio, che si è opposto all'ipotesi di Giuseppe Conte di sostituirla con Pietro Benassi.

### Direttrice del DIS
Il 12 maggio 2021 il presidente del Consiglio dei ministri Mario Draghi l'ha nominata direttrice generale del Dipartimento delle informazioni per la sicurezza, in sostituzione del generale di divisione Gennaro Vecchione. È la prima donna nominata alla guida dell'agenzia di coordinamento dei servizi segreti. Nel ruolo di segretario generale degli esteri, Belloni è stata sostituita dall'ex ambasciatore in Cina Ettore Francesco Sequi, da lei stessa suggerito a Luigi Di Maio.
Nel 2024 la premier Giorgia Meloni l’ha nominata sherpa (preparatrice degli incontri internazionali tra capi di Stato e di governo) del G7 e del G20.
Il 6 gennaio 2025, in scia alla detenzione di Cecilia Sala in un carcere iraniano, ha rassegnato le dimissioni dalla presidenza del DIS, effettive dal 15 gennaio seguente.

### Attività accademica
È stata docente di Cooperazione allo sviluppo alla Luiss Guido Carli.

### Attività politica
Nel corso della carriera diplomatica, Elisabetta Belloni ha conquistato la stima trasversale del mondo politico senza tuttavia mai rivelare il proprio orientamento e dichiarandosi, già nel 2007, "orgogliosa di non avere alcuna matrice politica" e di potersi definire "istituzionale". A febbraio 2018, durante la campagna elettorale per le elezioni politiche, su invito dell'ex ministro democristiano Vincenzo Scotti prese parte, presso la Link Campus University, alla presentazione del programma del Movimento 5 Stelle per la politica estera, illustrato dal capo politico Luigi Di Maio. Dopo le elezioni, nel maggio 2018 il suo nome fu presentato da alcuni organi di stampa come uno dei possibili candidati a ricevere il mandato di Presidente del Consiglio per un governo che avrebbe dovuto accompagnare il Paese a nuove elezioni.
In vista dell'elezione del presidente della Repubblica di gennaio 2022 è stata inclusa dalla stampa tra i possibili candidati in quanto definita figura potenzialmente capace di unire le forze politiche sostenenti il governo Draghi per il suo trascorso che l'ha portata a lavorare a stretto contatto con figure di tutti i diversi schieramenti politici nella sua esperienza alla Farnesina e al DIS. La sua candidatura, che in vista del VII scrutinio è stata proposta in particolare da Lega e Movimento 5 Stelle, ha trovato l'esplicita opposizione di Matteo Renzi e di altre forze politiche del centro e della sinistra, che ritenevano inopportuna l'ascesa alla massima carica istituzionale di un'esponente di punta dei servizi segreti; non eletta Belloni (che al VII scrutinio ottenne solamente otto voti sui 505 richiesti) e rieletto per un secondo mandato il Presidente uscente Mattarella, alcuni parlamentari hanno avviato un dibattito sull’opportunità di normare incompatibilità e ineleggibilità dei funzionari dei servizi segreti.
Dopo le elezioni politiche del 25 settembre 2022 il suo nome è stato fatto come possibile ministro degli affari esteri del nuovo governo.
Dal 15 gennaio 2025 fino al 7 luglio 2025 affianca Ursula von der Leyen in qualità di consigliera diplomatica (Chief Diplomatic Adviser).

## Vita privata
Ha sposato Giorgio Giacomelli, ambasciatore di origine padovana, già vicesegretario generale dell'ONU e, tra il 1991 e il 1997,  primo direttore di quello che in seguito sarebbe divenuto l'Ufficio delle Nazioni Unite per il controllo della droga e la prevenzione del crimine, deceduto nel febbraio 2017.
Ha parenti nella città argentina di Mar del Plata.

## Onorificenze

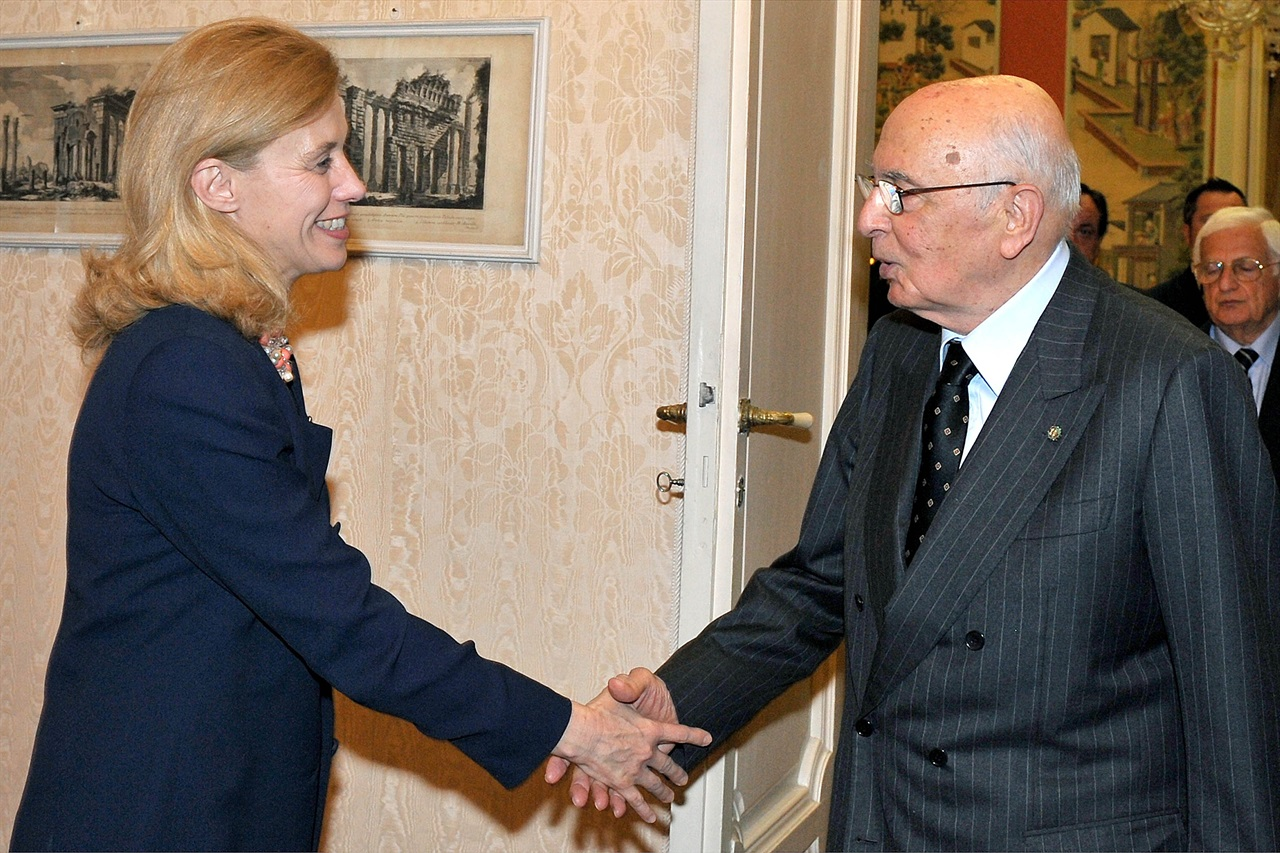
Elisabetta Belloni con il presidente della Repubblica Giorgio Napolitano nel 2011